# Хмельовка (Гайський міський округ)
Хмельо́вка (рос. Хмелёвка) — село у складі Гайського міського округу Оренбурзької області, Росія.

## Населення
Населення — 225 осіб (2010; 362 у 2002).
Національний склад (станом на 2002 рік):
- росіяни — 38 %
- башкири — 33 %